# Brežany
Brežany este o comună slovacă, aflată în districtul Prešov din regiunea Prešov. Localitatea se află la altitudinea de 367 m deasupra n.m., se întinde pe o suprafață de 3,31 km2 și în 2017 număra 181 de locuitori. Se învecinează cu comuna Chmiňany.

## Istoric
Localitatea Brežany este atestată documentar din 1329.

## Demografie
| An:                | 1994 | 2004    | 2014   | 2024    |
| ------------------ | ---- | ------- | ------ | ------- |
| Număr de persoane: | 169  | 149     | 154    | 213     |
| Diferență:         |      | −11,83% | +3,35% | +38,31% |

| An:                | 2023 | 2024   |
| ------------------ | ---- | ------ |
| Număr de persoane: | 209  | 213    |
| Diferență:         |      | +1,91% |